# Estanque de infiltración

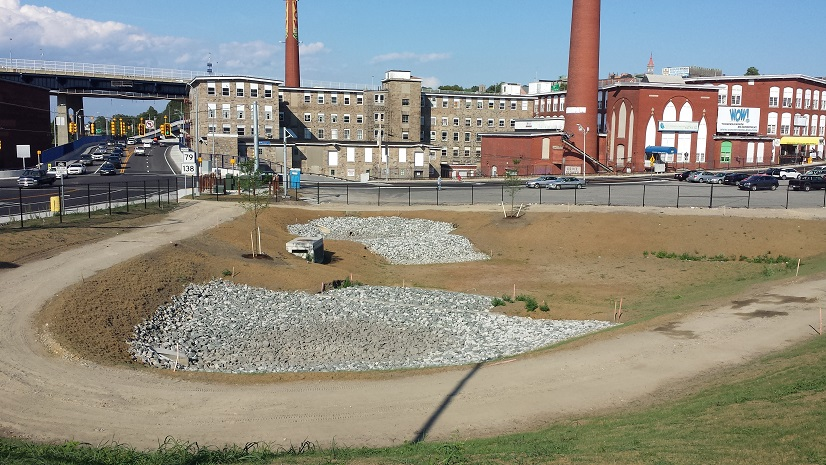
Estanque de infiltración para la recolección de aguas pluviales. Obsérvese el lecho de piedras, que facilita la infiltración de agua en el terreno.

Un estanque de infiltración es un tipo de sumidero o drenaje que se utiliza para gestionar la escorrentía de aguas pluviales, prevenir inundaciones y erosión aguas abajo, y mejorar la calidad del agua en un río, arroyo, lago o bahía adyacente. Consiste en un estanque artificial poco profundo diseñado para, a través de su lecho, infiltrar aguas pluviales hasta el acuífero subterráneo. Con esta finalidad, el lecho del estanque se diseña para ser permeable.
Normalmente los estanques de infiltración no se diseñan para liberar agua superficialmente (a diferencia de un embalse convencional, al que se le construye su vertedero hidráulico o aliviaderos). Sí puede estar previsto que, durante condiciones de gran inundación, el estanque de infiltración rebose. Pero con aguas pluviales en una cantidad normal, el estanque de infiltración se llena parcialmente, y luego se va vaciando paulatinamente por infiltración y evaporación. 
El estanque de infiltración es diferente de un estanque de detención, a veces llamado estanque seco, que está diseñado para conducir por la superficie (por ejemplo mediante canales de cemento) el agua que acumula a un cuerpo de agua aguas abajo, aunque parte de esa agua pueda infiltrarse en el terreno.
El estanque de infiltración, diseñado para encontrarse vacío en una situación normal, también es distinto, por esta razón, de un estanque de retención, previsto para encontrarse permanentemente con agua.

## Consideraciones de diseño
Los estanques de infiltración deben diseñarse cuidadosamente para infiltrar el suelo de un sitio determinado a un ritmo que no cause inundaciones. Pueden ser menos eficaces en zonas con:
- Nivel freático elevado en las cercanías del estanque
- Suelos compactados
- Altos niveles de sedimentos en las aguas pluviales
- Alto contenido de suelo arcilloso[7]

En algunos sitios los estanques de infiltración han funcionado eficazmente cuando la instalación incluye también un estanque de detención como etapa de pretratamiento para eliminar los sedimentos transportados por el agua pluvial. Si no se mantienen adecuadamente, los estanques de infiltración pueden fallar, porque el taponamiento de su superficie permeable por estos sedimentos reduce su ritmo de infiltración. Su uso no se recomienda en algunas zonas de los Estados Unidos. Por ejemplo, no se recomiendan en el estado estadounidense de Georgia, que tiene muchas áreas de suelo arcilloso, a menos que el suelo en el sitio en particular se modifique ("suelo diseñado") durante la construcción, para mejorar las características de infiltración.